# Conductometrie
Conductometria este o metodă utilizată în chimia analitică ce se bazează pe măsurarea conductivității electrolitice cu scopul de a monitoriza progresia unei reacții chimice. Metodele de titrare conductometrică sunt utilizate adesea în chimia analitică, ca metode standard. Conductometria este adesea utilizată pentru determinarea conductanței totale a unei soluții sau pentru a analiza punctul final al unei titrări ce are la bază compuși ionici.